# Гърци в Северна Македония
Гърците в Северна Македония са малка общност които живеят най-често в Гевгели (на гръцки: Γευγελή) и Битоля (Μοναστήρι) днес голям брой от гърците в Северна Македония са бегълци от времето на Гръцката гражданска война. Според преброяването от 2002 година в страната има 422 гърци.